# Korsuň-Ševčenkivskyj
Korsuň-Ševčenkivskyj (ukrajinsky Корсунь-Шевченківський; rusky Корсунь-Шевченковский – Korsuň-Ševčenkovskij; polsky Korsuń) je město v Čerkaské oblasti na Ukrajině. Leží na řece Rosu zhruba 70 kilometrů západě od Čerkas, správního střediska celé oblasti. Po administrativně-teritoriální reformě v červenci 2020 patří do Čerkaského rajónu, do té doby bylo centrem Korsuň-Ševčenkivského rajónu. Současný název nese od roku 1944, kdy bylo přejmenováno z pouhého Korsuň na počest Tarase Ševčenka, ukrajinského národního básníka. Žije zde přibližně 18 tisíc obyvatel. V roce 2013 to bylo 18 296 obyvatel.

## Dějiny
Velkokníže Kyjevské Rusi Jaroslav I. Moudrý založil pevnost Korsuň v roce 1032, aby chránila Kyjev od nájezdu nomádů z jižních stepí, jedná se tak o jedno z nejstarších ukrajinských měst. Jméno města je odvozeno od staroruské podoby názvu Chersonésu, původně starořecké kolonie ležící na jihu Krymu, odkud pocházeli první obyvatelé.
V roce 1240 vyplenili město Tataři pod vedením chána Bátúa. V rámci Republiky obou národů byla pevnost v roce 1585 znovu postavena a Korsuň se stala městem ve smyslu Magdeburského práva. V roce 1648 zde došlo k bitvě v rámci povstání Bohdana Chmelnického. Od roku 1793 pak patřila Korsuň k Ruskému impériu.
Za druhé světové války v únoru 1944 proběhla v okolí města Korsuň-ševčenkovská operace, rozsáhlá obkličovací akce Rudé armády proti německé armádě. Město samotné bylo Rudou armádou dobyto 14. února 1944.